# Michel Lentz
Pour les articles homonymes, voir Lentz.
Michel Lentz, né le 21 mai 1820 à Luxembourg et mort dans cette même ville le 8 septembre 1893, est un écrivain luxembourgeois. Il est l'auteur surtout de poèmes, tous écrits en langue luxembourgeoise. Il est considéré comme l'un des poètes nationaux du Luxembourg.  
Michel Lentz est l'auteur du texte de l'hymne national luxembourgeois (Ons Heemecht, Notre patrie), qui a été mis en musique par Jean-Antoine Zinnen.
Il est aussi l'auteur (texte et musique) du chant De Feierwon (le char de feu, pour la locomotive), qui fut chanté pour la première fois le jour du départ du premier train à la gare de Luxembourg le 4 octobre 1859.